# Michauxia
Michauxia es un género de plantas  perteneciente a la familia Campanulaceae. Contiene siete especies. Es originario del oeste de Asia. Comprende 12 especies descritas y de estas, solo 7 aceptadas.

## Taxonomía
El género fue descrito por L'Hér. y publicado en Michauxia s.l.n.d.  1788. La especie tipo es: Michauxia campanuloides L'Hér. ex Aiton
Etimología
Michauxia: nombre genérico otorgado en honor del botánico francés André Michaux.

## Especies aceptadas
A continuación se brinda un listado de las especies del género Michauxia aceptadas hasta octubre de 2013, ordenadas alfabéticamente. Para cada una se indica el nombre binomial seguido del autor, abreviado según las convenciones y usos.
- Michauxia campanuloides L'Hér. ex Aiton
- Michauxia koeieana Rech.f.
- Michauxia laevigata Vent.
- Michauxia nuda A.DC.
- Michauxia stenophylla Boiss. & Hausskn. ex Boiss.
- Michauxia tchihatcheffii Fisch. & Heldr.
- Michauxia thyrsoides Boiss. & Heldr.